# 川島健司 (経営学者)
川島 健司（かわしま けんじ、1977年 - ）は、日本の経営学者。商学博士(一橋大学)。法政大学大学院経営学研究科（ビジネススクール）教授。法政大学経営学部教授。

## 略歴
法政大学第二高等学校卒業後、法政大学経営学部へと進学。2005年、一橋大学大学院商学研究科にて博士号を取得。千葉商科大学商経学部 専任講師、法政大学高度会計人育成センターセンター長、カリフォルニア大学バークレー校日本研究センター客員研究員などを歴任し、現職。

## 著作等

### 論文
- 『Reliability of Fair Value Measurements in Japan』（European Accounting Association, 36th Annual Congress 2013、2013年）
- 『日本企業の資産価値評価』（會計 184(2) 57-68、2013年）
- 『An Investigation of Capital Market Reactions to Timely Disclosures on the Great East Japan Earthquake』（25th Asian-Pacific Conference on International Accounting Issues、2013年）

## 専門分野
- 会計学
- 公正価値
- 減損会計